# Mogol

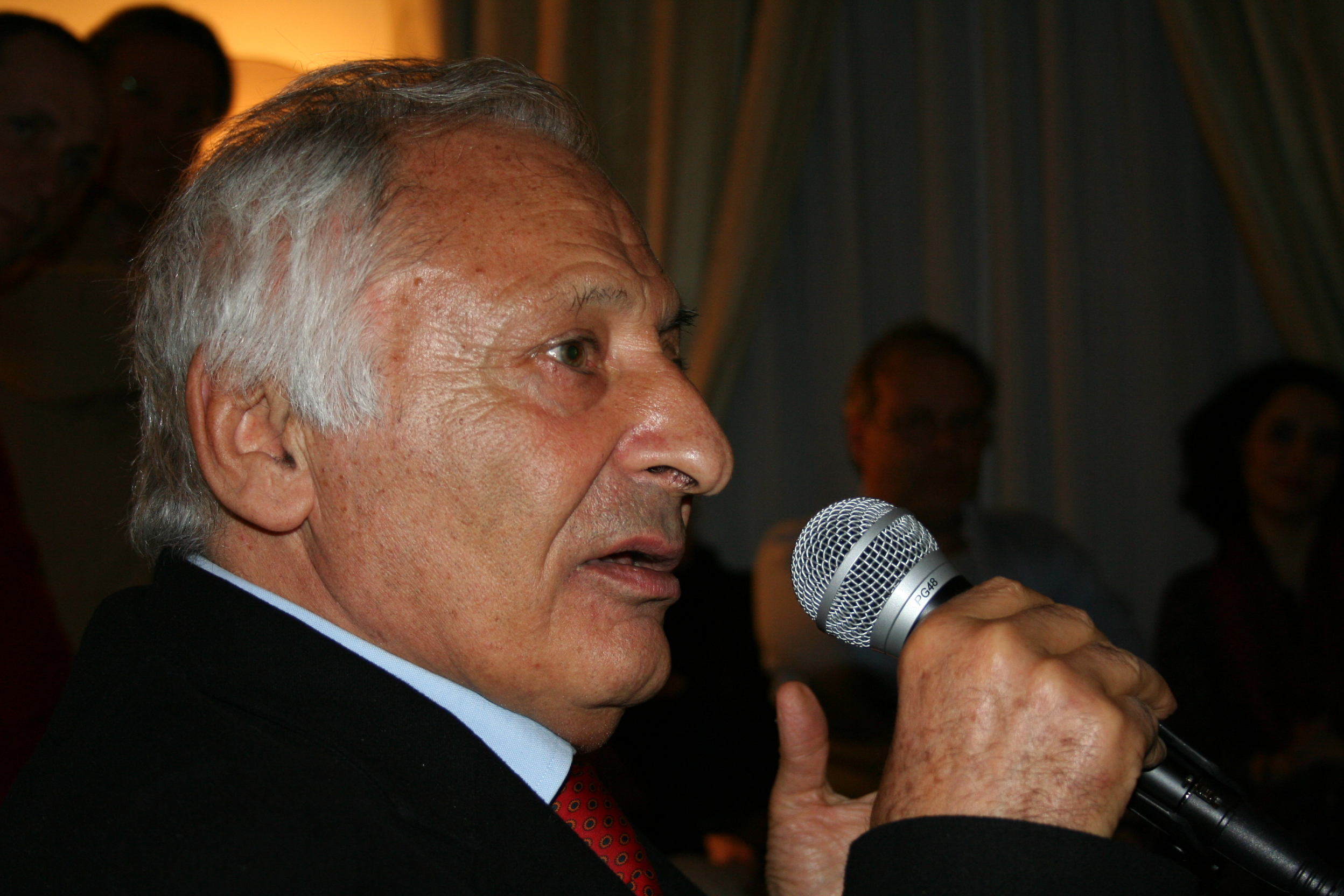
Mogol, 2007

Giulio Rapetti Mogol (* 17. August 1936 in Mailand als Giulio Rapetti), Künstlername Mogol [moˈɡɔl], ist ein italienischer Liedtexter. Er hat Texte für über 1.500 Lieder verfasst, die bekanntesten davon mit und für Lucio Battisti, und gilt als populärster und finanziell erfolgreichster Liedtexter Italiens.

## Werdegang
Nach seiner Ausbildung zum Buchhalter begann Giulio Rapetti seine dichterische Tätigkeit an der Seite seines Vaters Mariano, der Verlagschef der Edizioni Ricordi und unter dem Pseudonym Calibi selbst Textdichter war. Mit dem Text zu Non dire I Cry für Tony Renis war Mogol 1960 bei einem Musikfestival in Ancona vertreten, außerdem schrieb er zusammen mit Carlo Donida für Mina das Lied Briciole di baci. Schon im folgenden Jahr gewann das Lied Al di là von Betty Curtis und Luciano Tajoli, dessen Text er geschrieben hatte, das Sanremo-Festival 1961. Emilio Pericoli gelang mit dem Lied 1962 auch ein sechster Platz in den amerikanischen Billboard Hot 100. Damit wurde dem jungen Textdichter nun bedeutende Aufmerksamkeit zuteil, er schrieb Liedtexte für Mina oder Tony Dallara, und schon 1963 gewann erneut ein von ihm getextetes Lied das Sanremo-Festival: Uno per tutte von Tony Renis. Einen vorläufigen Höhepunkt erreichte Mogols Karriere 1964 mit dem Erfolg des Liedes Una lacrima sul viso von Bobby Solo, das beim Sanremo-Festival 1964 präsentiert worden war, und 1965 gewann mit Solos Se piangi se ridi wieder ein Mogol-Text das Festival.
Mogol war auch als Liedtext-Übersetzer tätig und brachte damit einige internationale Hits nach Italien. Große Erfolge waren auch Lieder für The Rokes, Equipe 84, Dik Dik. 1965 kam es zum Zusammentreffen mit dem noch unbekannten Lucio Battisti. Die beiden begannen eine langjährige Zusammenarbeit, zunächst hauptsächlich mit Liedern für Beat-Interpreten: I Ribelli, Dik Dik oder Milena Cantù. Mogol überzeugte Battisti, eine Solokarriere zu beginnen, und ab 1969 wurden die von Battisti gesungenen Lieder des Songwriterduos zu enormen Hits in Italien.
Zusammen mit Vater Mariano, Sandro Colombini, Franco Dal Dello und Battisti gründete Mogol das unabhängige Plattenlabel Numero Uno. Battisti selbst wechselte im Jahr 1971 zur Numero Uno und veröffentlichte dort seine erfolgreichsten Alben, stets in Zusammenarbeit mit Mogol. Als Songwriterduo standen sie auch hinter den meisten von Numero Uno produzierten Interpreten. Daneben waren sie jedoch auch weiterhin für andere Interpreten tätig. Zusammen schrieben sie etwa 140 Lieder. Das letzte gemeinsam produzierte Album war Una giornata uggiosa 1980; nach diesem verließ Battisti die Numero Uno und arbeitete mit anderen Songwritern zusammen.
Mogol arbeitete nach Battisti zunächst mit Riccardo Cocciante zusammen, mit dem er zwei Alben schrieb; mit Cocciantes Se stiamo insieme gewann 1991 zum vierten Mal ein Mogol-Text das Sanremo-Festival. Andere Sänger, für die er Texte schrieb, waren Gianni Bella, Mango, Gianni Morandi und Adriano Celentano. Mit Morandi begründete er 1981 auch die Benefiz-Fußballmannschaft Nazionale italiana cantanti. 1992 zog Mogol nach Umbrien, wo er die Non-Profit-Organisation CET (Centro Europeo di Toscolano) gründete und in der Folge leitete. Das CET soll jungen Songwritern, Musikern und Sängern die Möglichkeit bieten, ihre Fähigkeiten zu verbessern und mit Profis zusammenzuarbeiten, darunter neben Mogol selbst etwa Biagio Antonacci, Edoardo Bennato, Raf, Umberto Tozzi oder Ornella Vanoni.
Im Jahr 2008 wurde der Premio Mogol eingeführt, ein bis 2011 jährlich vergebener Preis für den besten italienischen Liedtext des Jahres. Das Duo Audio 2 veröffentlichte 2009 das Album MogolAudio2, für das Mogol sämtliche Texte geschrieben hatte; es wurde als einziges Album in seiner Karriere auch unter seinem Namen veröffentlicht. 2011 war Mogol einer der Juroren in der Kinder-Castingshow Io canto auf Canale 5. Mit dem Buch Le ciliegie e le amarene. Aforismi, pensieri e parole legte Mogol 2012 eine Sammlung von Aphorismen vor. 2015 wurde er mit dem Verdienstorden der Italienischen Republik (Komtur) ausgezeichnet. Seine Autobiographie Il mio mestiere è vivere la vita erschien 2016.
Auch Mogols Sohn Alfredo Rapetti Mogol ist unter dem Pseudonym Cheope als Liedtexter tätig (etwa für Francesca Michielins Nessun grado di separazione). Der Name Mogol (italienisch für Mogul), ursprünglich lediglich Pseudonym, ist seit 2008 offizieller Namensbestandteil.

## Diskografie
| Jahr | Titel       | Höchstplatzierung, Gesamtwochen, AuszeichnungChartsChartplatzierungen (Jahr, Titel, Platzierungen, Wochen, Auszeichnungen, Anmerkungen) | Anmerkungen |
| Jahr | Titel       | IT | Anmerkungen |
| ---- | ----------- | --- | ----------- |
| 2009 | MogolAudio2 | IT10 (7 Wo.)IT | mit Audio 2 |

## Bibliografie
- Mogol: Le ciliegie e le amarene. Aforismi, pensieri e parole. Minerva Edizioni, Bologna 2012, ISBN 978-88-7381-454-2.
- Mogol: Il mio mestiere è vivere la vita. Rizzoli, Mailand 2016, ISBN 978-88-17-08738-4.

## Belege
1. 1 2  Mogol da Lucio Battisti a Bob Dylan, 80 anni vissuti tra pensieri e parole. In: TGcom24. Mediaset, 17. August 2016, abgerufen am 19. September 2016 (italienisch).
2. 1 2  Giulio Rapetti (Mogol), biografia. In: Albo d’Oro. Musica e dischi, abgerufen am 20. September 2016 (italienisch).
3. ↑  Al di là, Emilio Pericoli. Billboard, abgerufen am 15. Oktober 2019 (englisch).
4. 1 2 3 4  Biografia di Mogol. In: Biografieonline.it. Abgerufen am 20. September 2016 (italienisch).
5. 1 2  Mogòl. In: Treccani.it. Istituto dell’Enciclopedia Italiana, abgerufen am 20. September 2016 (italienisch).
6. ↑  Mogol. In: Cinquantamila.it. Giorgio Dell’Arti, 4. Juni 2014, abgerufen am 20. September 2016 (italienisch).
7. ↑  Dettaglio decorato. In: Quirinale.it. Presidenza della Repubblica, abgerufen am 19. September 2016 (italienisch).
8. ↑  Ora Giulio Rapetti è Mogol anche all’anagrafe. In: Rockol.it. 24. Juli 2008, abgerufen am 20. September 2016 (italienisch).
9. ↑  MogolAudio2. In: Italiancharts.com. Hung Medien, abgerufen am 19. September 2016.

| Personendaten    | Personendaten                                                          |
| ---------------- | ---------------------------------------------------------------------- |
| NAME             | Mogol                                                                  |
| ALTERNATIVNAMEN  | Rapetti Mogol, Giulio (wirklicher Name); Rapetti, Giulio (Geburtsname) |
| KURZBESCHREIBUNG | italienischer Liedtexter                                               |
| GEBURTSDATUM     | 17. August 1936                                                        |
| GEBURTSORT       | Mailand                                                                |